# Кантон і Ендербері
Острови Кантон і Ендербері — з 1939 по 1979 року кондомініум (спільне колоніальне володіння) Великої Британії та США в Тихому океані. Розташовувані в північно-східній частині архіпелагу Фенікс приблизно за 3000 км на південь від Гавайських островів на однойменних атолах Кантон (або Абариринга) і Ендербері. В минулому тут розташовувалися військово-морські і повітряні бази Великої Британії і США. У 1979 році після отримання незалежності британською колонією Острови Гілберта став частиною Республіки Кірибаті.
Станом на 2005 населення островів — 41 особа. У травні 2010 року населення становило, за повідомленнями, 24 особи, 14 дорослих і 10 дітей. У 2006 році уряд Кірибаті оголосив острови морським заповідником.